# Prémio Internacional Rei Faisal
O Prémio Internacional Rei Faisal foi criado pela Fundação Rei Faisal com a finalidade de distinguir todos aqueles se tornaram notórios pelas suas acções em determinados campos como:
- Ao serviço do Islão
- Estudos Islâmicos
- Língua e literatura árabe
- Ciência
- Medicina